# Afrochthonius similis
Espèce
Afrochthonius similis est une espèce de pseudoscorpions de la famille des Pseudotyrannochthoniidae.

## Distribution
Cette espèce est endémique de Namibie.

## Publication originale
- Beier, 1930 : Die Pseudoskorpione der Sammlung Roewer. Zoologischer Anzeiger, vol. 91, p. 284-300